# Bulbostylis tenerrima
Bulbostylis tenerrima là một loài thực vật có hoa trong họ Cói. Loài này được (Fisch. & C.A.Mey. ex Ledeb.) Palla mô tả khoa học đầu tiên năm 1912.